# Jürgen Rischar
Jürgen Rischar (* 2. April 1944 in Saarbrücken) ist ein deutscher Politiker (SPD). 

## Leben
Jürgen Rischar besuchte von 1950 bis 1959 die evangelische Volksschule im saarländischen Sulzbach. Im Anschluss absolvierte er von 1959 bis 1962 eine Verwaltungslehre bei der Stadt Sulzbach und arbeitete dort beim Sozialamt von 1962 bis 1965 als Sachbearbeiter. In dieser Zeit machte er einen weiteren Abschluss auf dem Zweiten Bildungsweg. Von 1965 bis 1967 arbeitet er im Vorbereitungsdienst für den gehobenen Dienst in der allgemeinen Verwaltung und war anschließend von 1968 bis 1978 Leiter des Hauptamtes der Stadt Sulzbach. Von 1978 bis 1980 übernahm er die Leitung der Stadtkasse Sulzbach. 

## Politik
Jürgen Rischar ist seit 1968 Mitglied der SPD und wurde Vorsitzender des Ortsvereins Sulzbach sowie Vorsitzender des Unterbezirks Saarbrücken-Land. Er wurde bei den Landtagswahlen 1980, 1985, 1990 und 1994 jeweils in den Landtag des Saarlandes gewählt. Dort übernahm er die Vorsitze im Eingaben-, Innen- und Haushalts- und Finanzausschusses. 2009 war er der Vorsitzende der Arbeitsgemeinschaft 60plus im SPD-Landesverband Saar.

## Nachweis
- Eintrag auf der Seite des Landtages (Memento vom 5. Februar 2001 im Internet Archive)

| Personendaten    | Personendaten                  |
| ---------------- | ------------------------------ |
| NAME             | Rischar, Jürgen                |
| KURZBESCHREIBUNG | deutscher Politiker (SPD), MdL |
| GEBURTSDATUM     | 2. April 1944                  |
| GEBURTSORT       | Saarbrücken                    |